# Lac Lacasse (réservoir Gouin)
Le lac Lacasse est un plan d'eau douce situé dans la partie ouest du réservoir Gouin, dans le territoire de la ville de La Tuque, dans la région administrative de la Mauricie, dans la province de Québec, au Canada.
Ce lac s’étend entièrement dans le canton de Lacasse, près de sa limite est.
Les activités récréotouristiques constituent la principale activité économique du secteur. La foresterie arrive en second. La navigation de plaisance est particulièrement populaire sur ce plan d’eau, notamment pour la pêche sportive.
Le bassin versant du lac Lacasse est desservi du côté nord par quelques routes forestières secondaires qui ont été aménagées pour la coupe forestière. Ces routes forestières se relient vers le nord à la route forestière R1045 desservant la rive nord du réservoir Gouin.
La surface du lac Lacasse est habituellement gelée de la mi-novembre à la fin avril, toutefois la circulation sécuritaire sur la glace se fait généralement du début décembre à la fin de mars. La gestion des eaux au barrage Gouin peut entrainer des variations significatives du niveau de l’eau particulièrement en fin de l’hiver où l’eau est abaissée. Le niveau d’eau de cette baie s’équilibre avec celui du réservoir Gouin.

## Géographie
Après le deuxième rehaussement des eaux du réservoir Gouin en 1948 dû à l’aménagement du barrage Gouin, le lac Lacasse épousa sa forme actuelle.
Les principaux bassins versants voisins du lac Lacasse sont :
- côté nord : lac de la Rencontre, ruisseau de la Rencontre, rivière Pascagama, ruisseau Plamondon (réservoir Gouin) ;
- côté est : lac du Mâle (réservoir Gouin), lac Bourgeois (réservoir Gouin), lac Toussaint (réservoir Gouin), ruisseau de la Rencontre, lac Marmette (réservoir Gouin) ;
- côté sud : lac Miller (réservoir Gouin), lac Simard (réservoir Gouin), lac du Mâle (réservoir Gouin), lac Bureau (réservoir Gouin) ;
- côté ouest : ruisseau Plamondon (réservoir Gouin), rivière Berthelot, rivière Pascagama.

D’une longueur de 5,3 km, le lac Lacasse se caractérise par :
- une presqu’île s’étirant sur 1,1 km vers le sud soit vers le détroit qui sert d’émissaire du lac. Cette presqu’île sépare le lac Lacasse en deux parties dont la plus importante est la partie est ;
- une baie s’étirant sur 1,1 km vers l’est presque jusqu’à la limite des cantons. Cette dernière baie reçoit la décharge (venant du nord) du lac Masko Oponapananik lequel chevauche les cantons de Lacasse et de Toussaint.

La partie Est du lac Lacasse est délimitée par une presqu’île s’étirant vers le sud sur 6,8 km dans le lac du Mâle (réservoir Gouin). La rive est de cette presqu’île délimite aussi le côté ouest du ruisseau de la Rencontre. Quelques sommets de montagne dominent le panorama du côté nord, soit en direction du « lac de la Rencontre ».
L’embouchure du lac Lacasse est localisée au centre sud du Lac, soit à :
- 1,6 km au nord-ouest de l’embouchure du lac Miller (réservoir Gouin) ;
- 12,8 km au nord de la sortie de la Passe Kaopatinak laquelle sépare en deux le lac du Mâle (réservoir Gouin) ;
- 11,7 km au sud-ouest du centre du village de Obedjiwan lequel est situé sur une presqu’île de la rive nord du réservoir Gouin ;
- 81,4 km à l’ouest du barrage Gouin ;
- 126,7 km au nord-ouest du centre du village de Wemotaci (rive nord de la rivière Saint-Maurice) ;
- 207 km au nord-ouest du centre-ville de La Tuque ;
- 309 km au nord-ouest de l’embouchure de la rivière Saint-Maurice (confluence avec le fleuve Saint-Laurent à Trois-Rivières)[1].

À partir de l’embouchure du lac Lacasse , le courant coule sur 102,1 km jusqu’au barrage Gouin, selon les segments suivants :
- 2,9 km vers le sud en empruntant un détroit de 1,1 km, puis sur 1,8 km vers l’est en traversant le lac Miller (réservoir Gouin) ;
- 17,3 km vers l’est en traversant le lac du Mâle (réservoir Gouin), le lac Bourgeois (réservoir Gouin) et le lac Toussaint (réservoir Gouin) jusqu’au sud du village d’Obedjiwan ;
- 81,9 km vers l’est, en traversant notamment le lac Marmette (réservoir Gouin), puis vers le sud-est en traversant notamment le lac Brochu (réservoir Gouin), puis vers l’est en traversant la baie Kikendatch, jusqu’au barrage Gouin.

À partir de ce barrage, le courant emprunte la rivière Saint-Maurice jusqu’à Trois-Rivières où il se déverse sur la rive nord du fleuve Saint-Laurent.

## Toponymie
Le terme « Lacasse » constitue un patronyme de famille d’origine française.
Le toponyme "Lac Lacasse " a été officialisé le 5 décembre 1968 par la Commission de toponymie du Québec, soit à la création de cette commission.